# Dzknaget
Dzknaget är ett vattendrag i Armenien. Det ligger i den centrala delen av landet, 60 kilometer nordost om huvudstaden Jerevan.
Trakten runt Dzknaget är nära nog obefolkad, med mindre än två invånare per kvadratkilometer.